# M&M's World
 (décembre 2014).
M&M's World est une chaîne de magasins spécialisée dans les confiseries M&M's et ses déclinaisons commerciales (vêtements, jeux, gadgets...). Sa plus célèbre franchise est celle de Las Vegas Strip à Paradise mais il en existe également une sur Times Square (New York), une à Orlando, une à Londres et une à Shanghai  (Nanjing Road).

## M&M's World Las Vegas
Situé juste à côté du MGM Grand Las Vegas, le bâtiment de quatre étages M&M's World a ouvert en 1997 et inclut un magasin de souvenirs au premier étage,,. Le magasin conduit à une salle de cinéma 3D, et le personnel donne habituellement aux visiteurs un paquet de M&M's à la sortie. Le M&M's World contient également des M&M's de pratiquement toutes les couleurs et une réplique de la voiture de course M&M's conduite pour les séries Sprint cup de la NASCAR. Les vêtements sont vendus au deuxième étage et dans les escaliers y menant peuvent être observées des images montrant l'évolution du logo M&M's au fil du temps. Elle jouxte une Coca-Cola Store.

## M&M's World New York
M&M's World New York est situé sur Broadway en plein Times Square, de chaque côté extérieur du bâtiment sont fixés des écrans géants diffusant 24 heures sur 24 des animations autour des personnages et des confiseries M&M's. Les particularités du magasin sont notamment de vendre de nombreux produits M&M's en rapport avec la ville de New York et un mur de chocolat fait de 72 tubes remplis de M&M's.
Avant son ouverture fin 2006, près de 13 000 personnes ont fait la queue pour postuler à l'un des 198 postes ouverts qui étaient pourvus avec une couverture santé très généreuse par rapport à des positions comparables dans la ville. M&M's World New York est devenu en très peu de temps un lieu incontournable du tourisme new-yorkais[réf. nécessaire].

## M&M's World Orlando
Situé dans l'aile Ouest du Florida Mall à Orlando en Floride, ce M&M's World store occupe une superficie de près de 1 500 m2.
En plus des célèbres confiseries au chocolat et cacahuètes, y est aussi exposé (comme dans celui de Las Vegas), une réplique de la voiture de course M&M's conduite pour les séries Sprint cup de la NASCAR,

## M&M's World Londres
Le M&M's World Store London a ouvert le 13 juin 2011, à Leicester Square. C'est le plus grand magasin de bonbons du monde, avec une superficie de 35 000 pieds carrés, soit plus de 3 250 m2, il dépasse en taille le M&M's World de New-York. Il se déploie sur quatre étages dont deux souterrains et une mezzanine où il est possible « d'espionner » le public grâce à des caméras de surveillance cachées près des statues des personnages m&m's (green, red, yellow, blue). Il y a beaucoup de personnages M&M's représentés dans des situations typiquement anglaises (en reine d'Angleterre, en Beatles refaisant la jaquette d'Abbey Road, dans un bus londonien,...). Comme à New York, il possède un mur de couleurs et vend de nombreux produits dérivés en rapport avec Londres et l'Angleterre.

## M&M's World Paris
Après le lancement en mai 2014 d'un petit concept-store de 116 m2  à l'Aéroport de Paris-Charles-de-Gaulle dans le terminal 2A, où Rouge et Jaune sont mis en scène dans des scènes typiquement parisiennes et où L'Arc de triomphe est représenté en guise d'entrée du magasin. La boutique propose les fameuses confiseries ainsi que des vêtements, tasses et autres souvenirs. On ne peut accéder à cette boutique que lorsque l'on voyage au départ du terminal 2A, la surface se situant en zone sous douane.

## Galerie

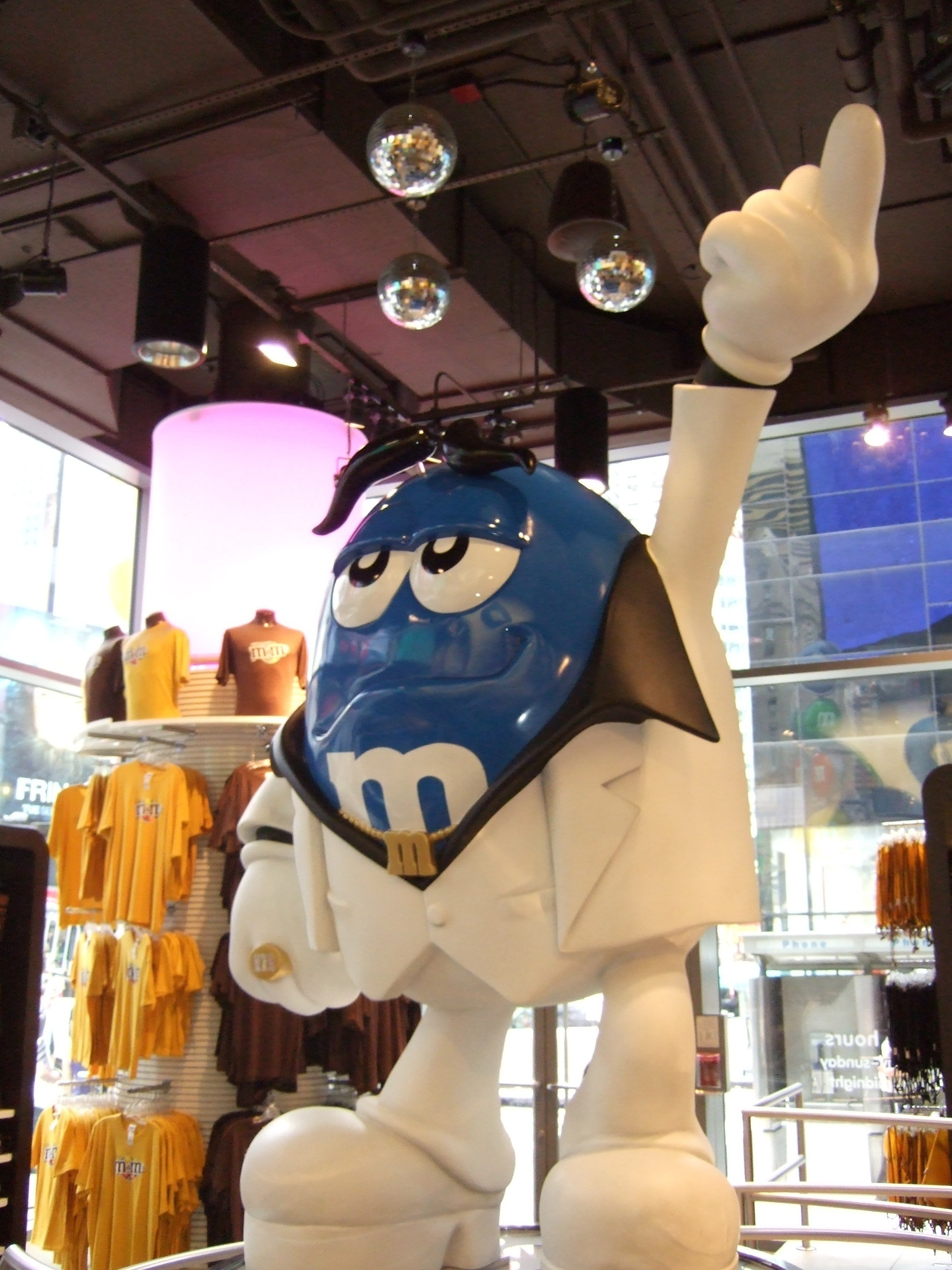
M&M's World New York
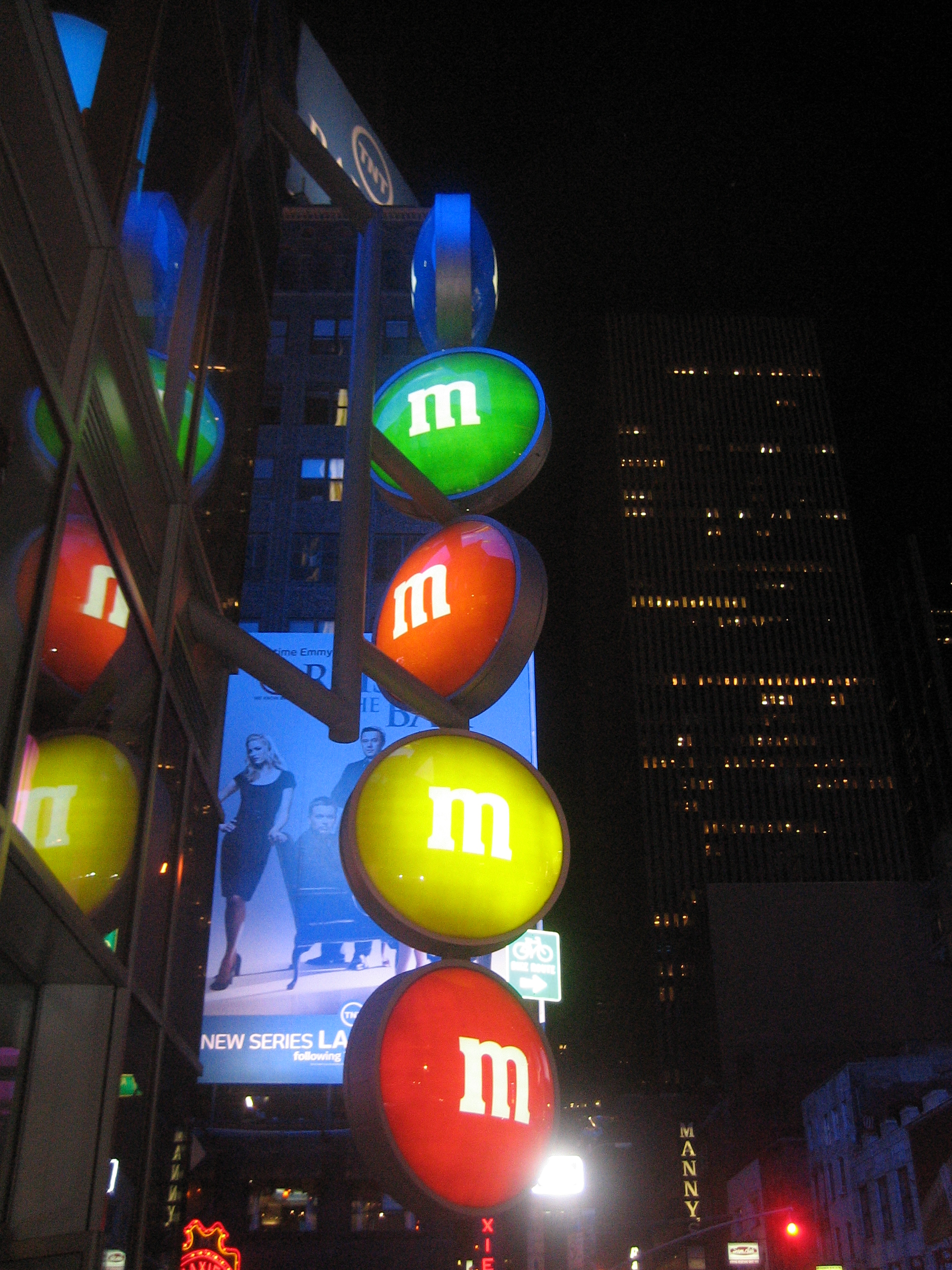
Enseigne M&M's World New York
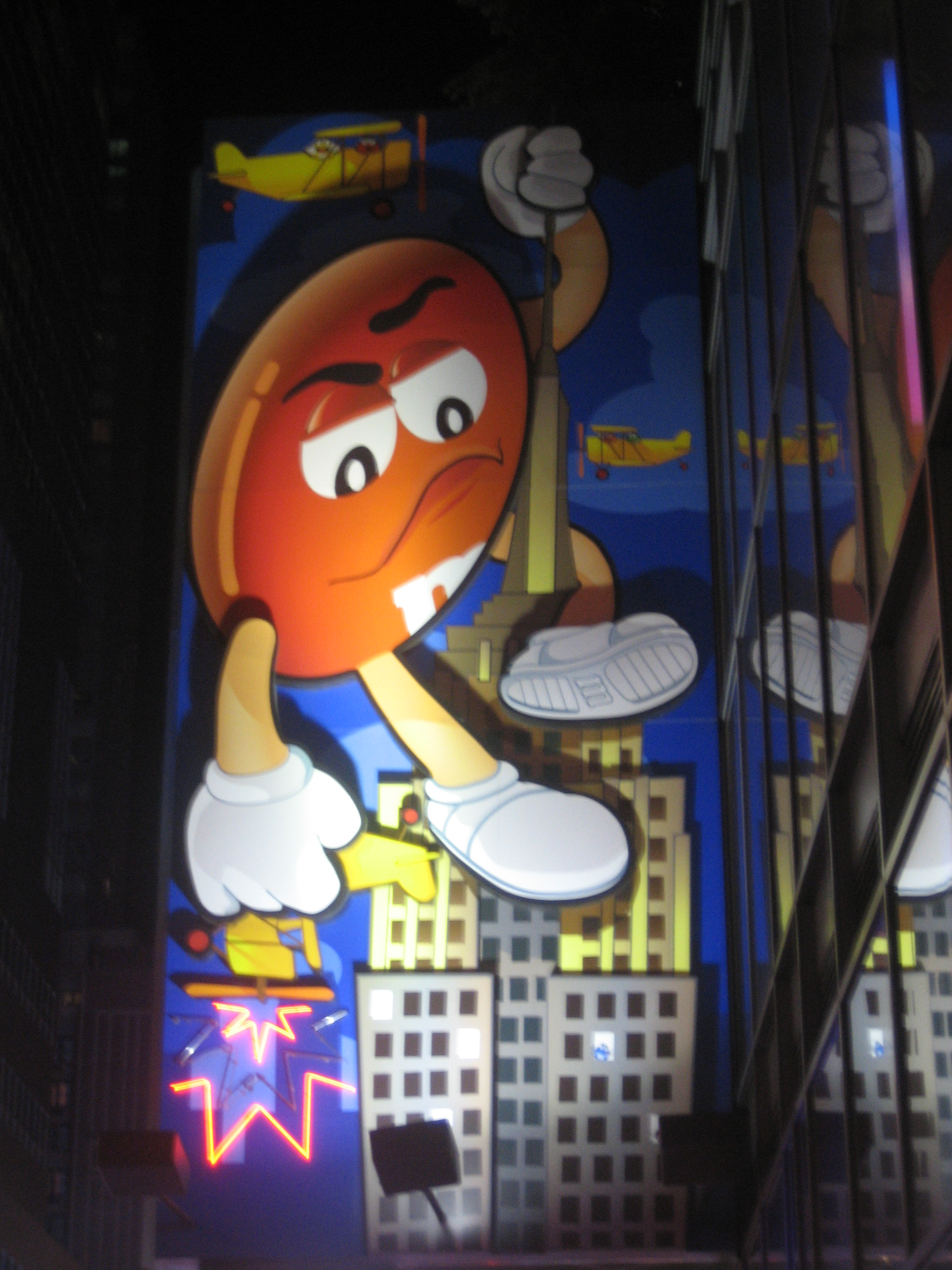
M&M's World New York - Rouge imitant King Kong
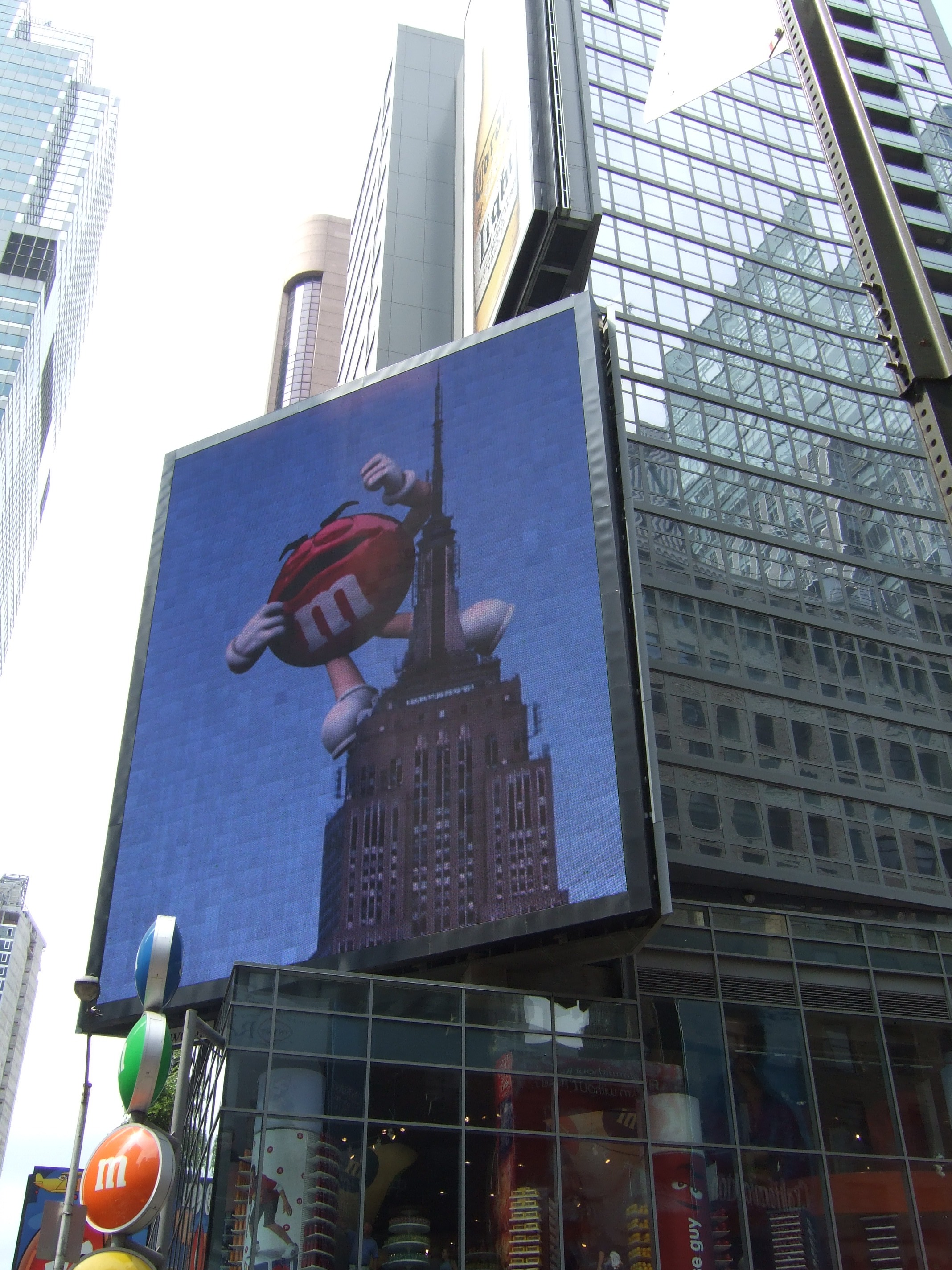
M&M's World New York - Rouge imitant King Kong
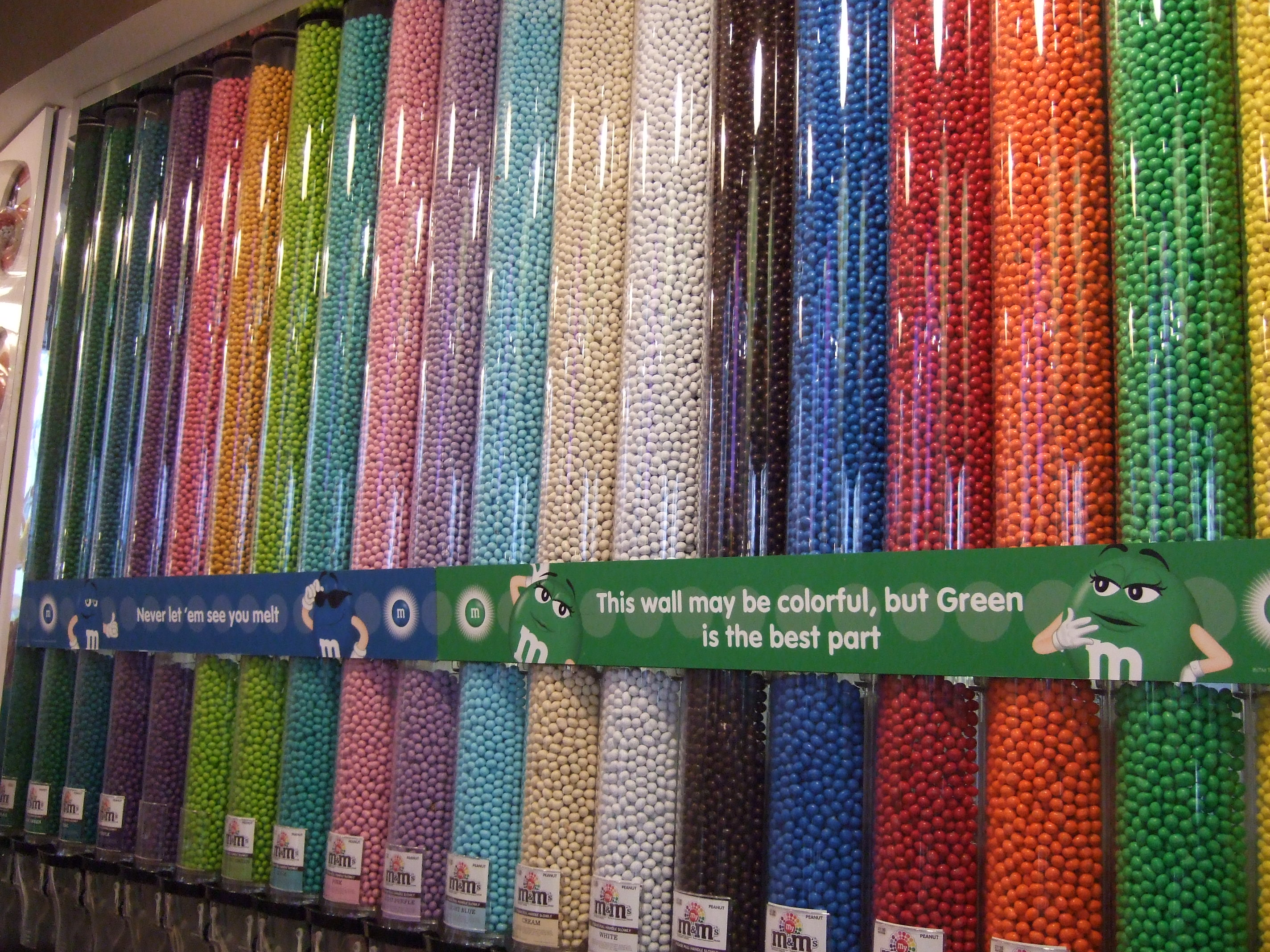
M&M's World New York - Mur de couleurs
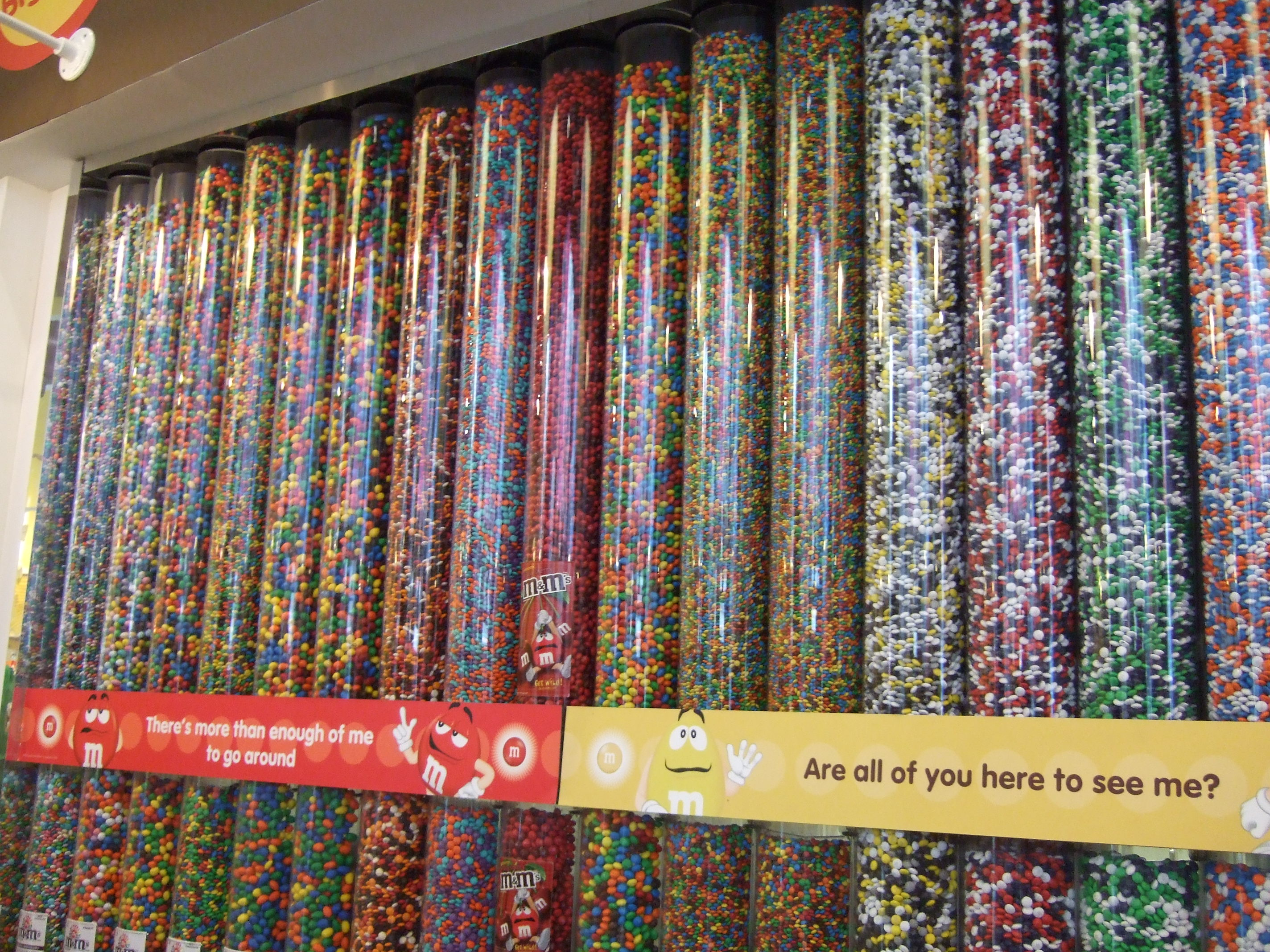
M&M's World New York - Mur de couleurs
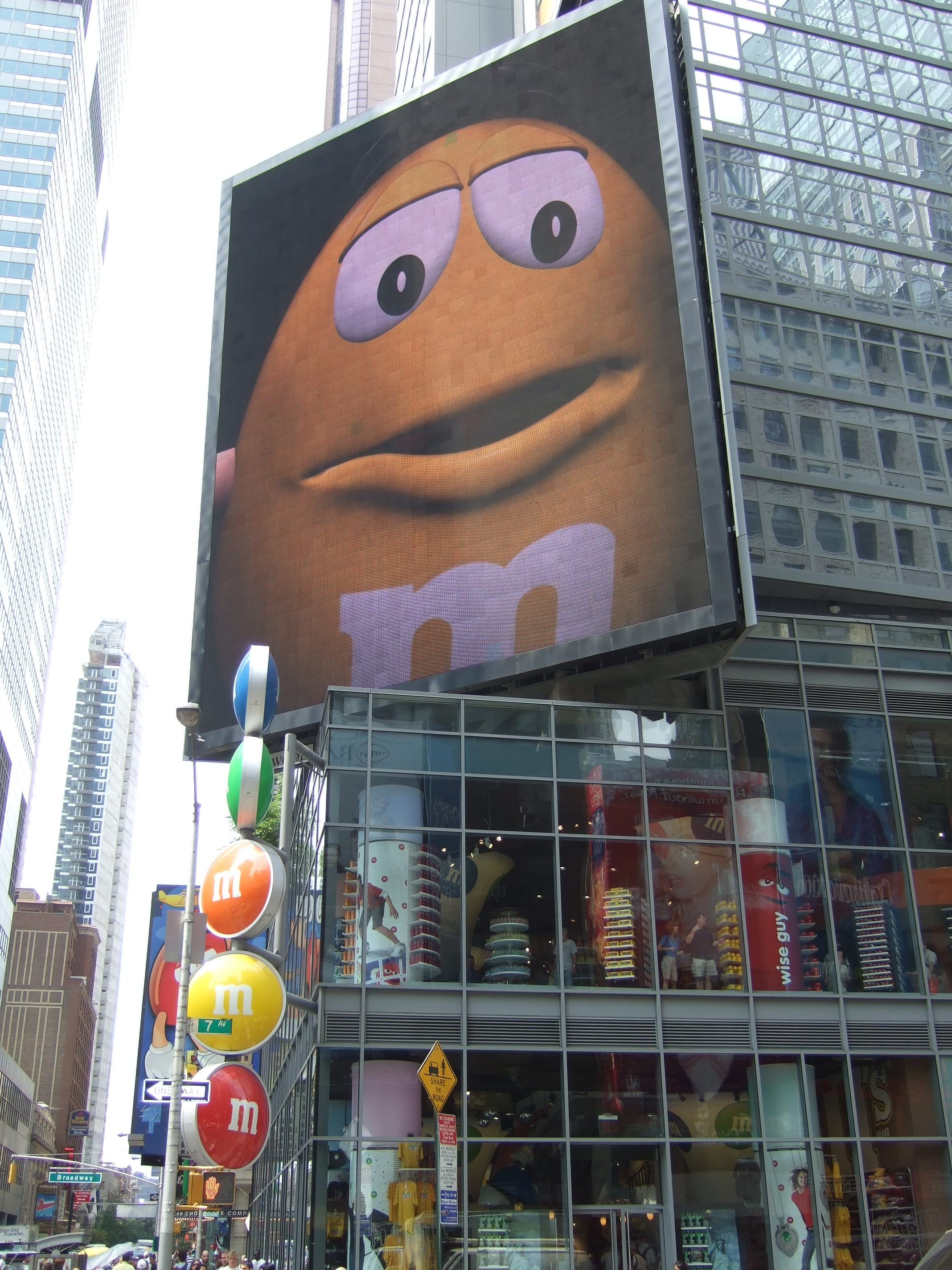
M&M's World New York - Jaune saluant les New Yorkais